# Spoorlijn Hällnäs - Storuman
De spoorlijn Hällnäs - Storuman is een spoorlijn in het noorden van Zweden in de provincie Västerbottens län. De lijn verbindt de plaatsen Hällnäs en Storuman met elkaar.
De spoorlijn is 167 kilometer lang. In 1924 werd het traject Hällnäs–Lycksele in gebruik genomen en in 1930 het traject Lycksele–Storuman.
De lage snelheid komt door een hoog aantal houten dwarsliggers. In 2010 werden "snelheidsverhogende werkzaamheden" tussen Hällnäs en Lycksele uitgevoerd.

## Manueel verkeersleiding - Systeem M
In Zweden zijn er in hoofdzaak drie verkeersleidingssystemen:
- H - Hinderfrihetskontroll: Automatische verkeersleidingssysteem voor hoofdlijnen. Maakt gebruik van blocktelstellen en stroomomloop om treinen te "controleren", en dus treinen buiten controle te stoppen. De verkeer wordt geleid uit acht verschillende plaatsen in het land; Boden, Ånge, Gävle, Stockholm, Nörrköping, Hallsberg, Göteborg en Malmö.
- M - Manuell tågklarering: Semiautomatische systeem bedoeld voor de kleinere lijnen. Er zitten een treindienstleider ('clarierer') op elke station, in deze geval Hällnäs, Lycksele en Storuman, die per telefoon het treinverkeer tussen elkaar vermelden.
- S - Siktrörelse: Deze systeem heeft geen ATC. Dit systeem is volledig handgestuurd en werkt om een trein met verminderde snelheid (30 km/u) over een traject te voeren. Door de beperkte snelheid is het capaciteit ook beperkt.

## Treindienst
| Treinnummer  | Treinsoort | Dienst door           |
| ------------ | ---------- | --------------------- |
| verschillend | Goederen   | Green Cargo           |
| 7480-7498    | Reizigers  | Norrtåg, tot Lycksele |

## Afbeeldingen

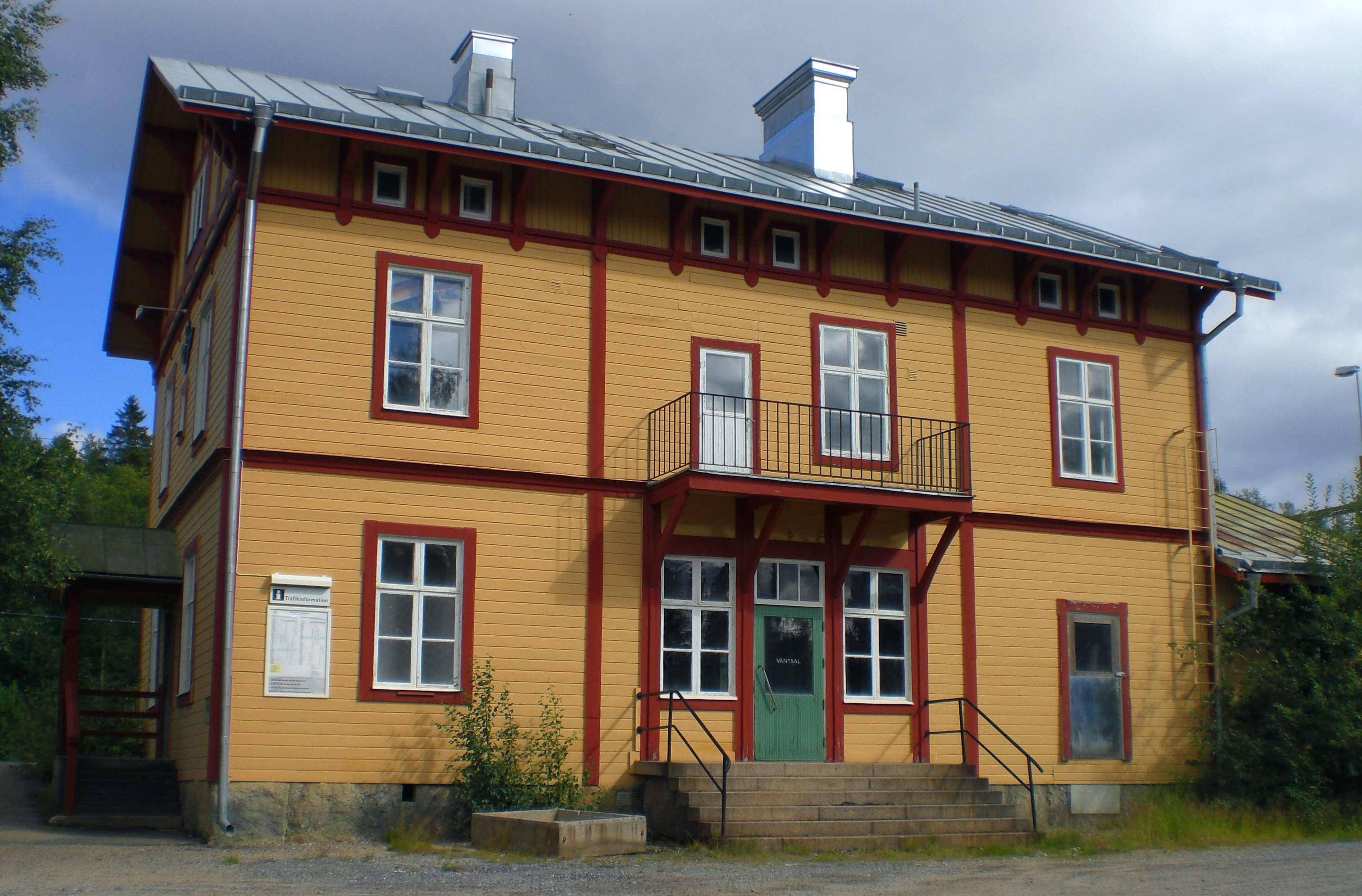
Station Hällnäs
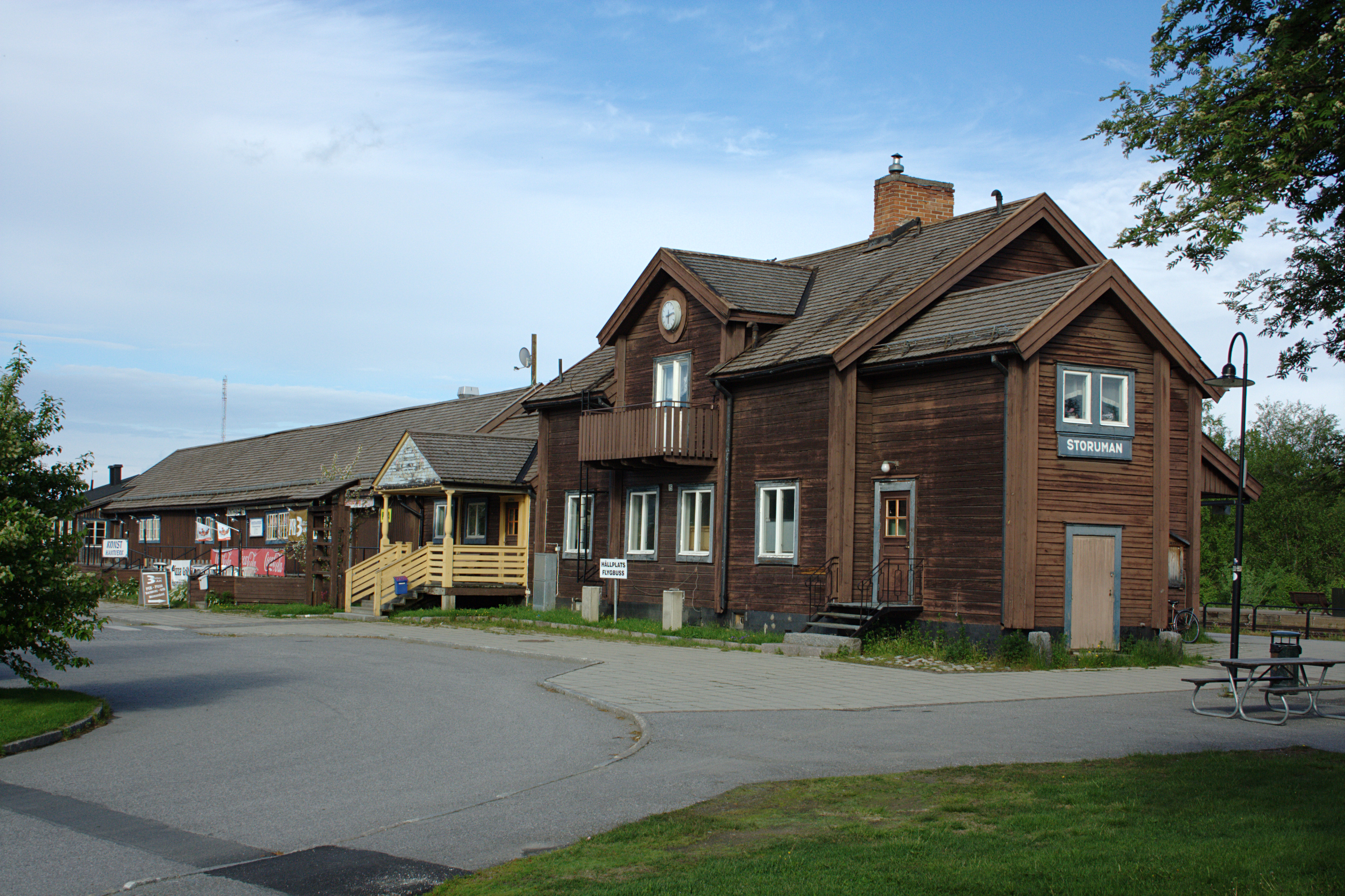
Station Storuman